# Bassa i rentador de la font (Vilabertran)
La Bassa i rentador de la font és una obra de Vilabertran (Alt Empordà) inclosa a l'Inventari del Patrimoni Arquitectònic de Catalunya.

## Descripció
Situat a ponent del nucli urbà de la població de Vilabertran, a escassa distància de la canònica de Santa Maria, entre els camps del Camí Petit i els de la Font.
Es tracta d'un conjunt de planta rectangular format per la bassa i el rentador que l'acompanya. El rentador és de planta rectangular i es troba semisoterrat respecte el nivell de circulació actual de la zona, completament condicionada. Està protegit per una coberta de dues vessants de teula sostinguda per quatre pilars quadrats bastits amb totxo i actualment emblanquinats. A l'interior, la coberta presenta una solera de plaques encadellades sostinguda per diverses bigues de fusta. La bassa està adossada a la banda de tramuntana del safareig, a l'altra banda d'un mur bastit en pedra i maons, que separa les dues construccions. Es tracta d'una bassa de grans dimensions i de planta rectangular bastida en pedra sense treballar i fragments de maons, tot lligat amb abundant morter. La bassa abasteix d'aigua el rentador.